# Kellerhut
Kellerhut ist ein Gemeindeteil der Gemeinde Speichersdorf im Landkreis Bayreuth (Oberfranken, Bayern). Kellerhut liegt in der Gemarkung Nairitz.

## Geografie
Bei der Einöde entspringt ein namenloser rechter Zufluss des Altholzgrabens. Ein Anliegerweg führt nach Nairitz zur Kreisstraße BT 20 (0,4 km südlich).

## Geschichte
Der Ort wurde Anfang des 19. Jahrhunderts gegründet. Mit dem Gemeindeedikt wurde Kellerhut dem 1808 gebildeten Steuerdistrikt Plössen und der 1818 gebildeten Ruralgemeinde Nairitz zugewiesen. Am 1. April 1971 erfolgte die Eingliederung in die Gemeinde Windischenlaibach, die ihrerseits am 1. Juli 1972 nach Speichersdorf eingemeindet wurde.

### Einwohnerentwicklung
| Jahr      | 001818 | 001824 | 001861 | 001871 | 001885 | 001900 | 001925 | 001950 | 001961 | 001970 | 001987 |
| Einwohner | 4      | 7      | 2      | 5      | 5      | 7      | 6      | 4      | 4      | 4      | 1      |
| Häuser    |        | 2      |        |        | 1      | 1      | 1      | 1      | 1      |        | 1      |
| Quelle    | [ 5 ]  | [ 7 ]  | [ 10 ] | [ 11 ] | [ 12 ] | [ 13 ] | [ 14 ] | [ 15 ] | [ 16 ] | [ 17 ] | [ 1 ]  |

## Religion
Weiherhut ist evangelisch-lutherisch geprägt und war ursprünglich nach St. Veronika (Birk) gepfarrt. Seit der zweiten Hälfte des 20. Jahrhunderts ist die Pfarrei Christuskirche (Speichersdorf) zuständig.